# بزوغ فجر الأنسانية

## وحدة ام تعدد
تطرح مشكلة الوحدة نفسها على مستوى الفرد أو بالاحرى على مستوى الارومة
ألقى تطور علمي الاحاثة والحياة ضوءا خافتا على المسالة ورغم أنه لا يزال بعض الغموض يلف المفردات فذلك عائد في جزء منه إلى غموض الجذر الاغريقي جينوس الذي ينطبق على كل ما يعني الخلف والذي يعني السلالة كما يعني العائلة أو النوع
فلكي نكون واضحين سنستعمل هذه الكلمة بمعناها الحصري جدا وبالتالي على مستوى الفرد فالحديث عن نظرية الاصل الواحد مؤداه اعتبار النوع متحدرا من فرد واحد أو بكلام ادق من زوجين: ذكر وانثى
هناك ثمة كلمة نشير بها إلى الجنس بمجمله وليس فقط بتعدده الحالي وانما كذلك في كل ماضيه هذه الكلمة هي العرق فعرق الهر لا يشمل كل الهررة الحاليين فحسب انما أيضا كل أولئك الذين عاشوا منذ ان ظهر أول هر أو لو ان كل الهررة التي ظهرت تحدرت من ام واحدة لكان ذلك تحدر من اصل واحد ولكان التحدر من أصول متعددة الأعراق هي بالتاكيد وحدانية العرق لكن ولادة وحدانية العرق قد تكون متعددة الاصل ووحدانيته على السواء

## لمحة تاريخية
يبدو أن مشكلة نوع الإنسان لم تكن لتخطر بالبال كثيرا زمن الاغريق والرومان فقد ظن الإغريق ان لسلالتهم اصل خاص فيه شيء من الالوهية وان هذا الاصل يختلف كل الاختلاف على أي حال عن اصل البربر الذين قال أرسطو عنهم بان حربا يقومون بها لمنع الإغريق من استبعادهم ستكون حربا غير محقة
وسط كل هذه التشكيكات كانت التوراة تؤكد ان جميع اليهود يتحدرون من إبراهيم وان كل الناس يتحدرون من ادم ولعدم وجود أي نظرية أخرى فرضت نفسها رواية الاصل الواحد القائلة بخلق الرجل الأول والمراة الأولى الذين يتحدر منهما كافة البشر وقد ظهر ان تشتت أبناء نوح بعد الطوفان يتناسب بالتالي مع استقرار السلالات في اسيا وافريقيا وأوروبا
ولكن بعد 1555 عام على ظهور التوراة نفسها ادعى اسحق دو لا بايريار انه اقام بالبرهان ان ادم حين ظهر على الأرض وجد نفسه في حضرة رجال اخرين كانوا من قبل احياء هم اسلاف الادميين كان الله قد خلقهم دفعة واحدة كالحيوانات على سطح الأرض كلها لياهلوها ومن هؤلاء الأسلاف يتحدر الجانتيل الذين تطور من بينهم المتحدرون من ادم وماهو مدعاة للاعتقاد ان الكثير من البشر الحاليين لا يدينون لادم بالابوة
وطرحت مسالة الاصل المتعدد لكن النقاش لم يتقدم كثيرا حين بدات في القرن الثامن عشر الأعمال الأولى للطبيعيين الذين كانوا قد اختاروا لانفسهم مهنة تصنيف الناس الأحياء وقد تساءل هؤلاء: هل الناس بيضا كانوا ام سود من نوع واحد? وقد اجاب كبار الطبيعيين مع لينه بالإيجاب وراوا الفروقات بينهما ثانوية
وعلى العكس فقد اكد البعض باستمرار اننا لسنا من ارومة واحدة وقد وجدوا فجاة صدى حماسيا لدى منظري نظام الرق الذين اكتشفوا في نقطة معينة حجة- وحجة علمية لتبرير نظام الرق
وظهر المذهب التحولي وبقي موقف العلماء على ما كان عليه حتى اليوم الذي جاء فيه هايكل البطل الشهير للمذهب التحولي المادي الذي رافقه مذهب وحدانية الاصل العام والمتماسك
وكان موقف هايكل في غاية المنطق: بما أن تحولات الأحياء ممكنة لماذا لا نشرح بواسطتها كل الفروق التي تفرق حاليا بين البشر؟ وطالما ان التطور ياخذ وجوها عديدة فليس كثيرا ان نطلب منه تفسير ظهور السلالات البشرية وهو الذي ياخذ بعين الاعتبار التنوع الانهائي للاحياء ولما كان مذهب تعددية الاصل لا يملك الحجج الرصينة للدفاع عن نفسه فقد غاب عن المسرح
وعاد ليظهر عام 1910 واليك كيف فقد كان كلاتش أحد انصار المذهب الوجداني متحمسا ومقتنعا بمذهبه حتى قام بدراسة هيكل عظمي اكتشف عام 1909 في الحمى الاورينياسي في كومب كابل في دوردونيا وكان هذا الهيكل مختلفا ببعض ميزات الزنوجة عن سلالة الكرومانيون ولا يرتاب أحد اليوم في انه يؤلف جزءا منها فماذا حدث في رأس كلاتش؟ لا أحد يعرف ذلك ولكن ما لايجهله أحد هو ان كلاتش أصبح بعد ذلك من اتباع مذهب الاصل المتعدد لا بل من انصار العرق المتعدد فالرجل الذي درسه بدا له مهما بحيث جعل منه سلالة خاصة إلى حد انها قد تكون اقرب إلى الاورانغ- اوتان
وها ان نظرية متكاملة تنشا ويبرز معها حتى مشجرة يتشابك فيها الناس بالقردة ومن الرومة المشتركة بما فيها الناس واشباههم ترتفع أربعة فروع غير متساوية الأهمية الفرع الأول وهو الأول الذي عرف فروقا لم يتحدر منه سوى الاوستراليين والطمسانيون واربع سلالات صغيرة أخرى سكنت شواطئ المحيط الهندي والفرع الثاني تحدر منه الشقوق البيتكانتروب وربما بعض السلالات الصفراء والفرع الثالث يتحدر منه إنسان نياندرتال، الغوريلا، الشمبانزي، وزنوج أفريقيا والفرع الرابع وهو أهمها تحدر منه الاورانغ- اوتان والإنسان الاورينياسي وقد غزا هذا الإنسان الاتي من عمق آسيا وأوروبا وسيطر على النياندرتاليين الذين افسدوه في أغلب الأحيان لكن فرعا منه لحسن الحظ بقي نقيا هو العرق الذي تحدر منه الجرمان 
وفي عام 1915 اعطى اردت هذه المشجرة شكلا أكثر بساطة فحولها إلى ثلاثة فروع: الأول يتحدر منه الزنوج والغوريل، الثاني تحدر منه البيض والشمبانزي والثالث تحدر منه الصفر والاورانغ- اوتان
ولم تلاق هذه النظرية ترحيبا من العلماء ومع ذلك فان البعض شغفوا بها وازدادت خطوتها شيئا فشيئا
وفي عام 1918 ذهبت روزا بنظريتها عن التكوين الصعب ابعد بكثير في خط نظرية تعدد الأعراق وبعد ذلك بعشر سنوات طبق مونتاندون على الإنسان هذه النظرية
ولم تاهل الأرض بالسكان عن طريق الهجرات لكن كل نوع وكل سلالة ظهرت في المكان عينه التي تقيم فيه اليوم وبالفعل فقد ظهرت في الأساس مليارات من الكائنات في كل مكان من الأرض فكانت متشابهة في بنيتها وفي إمكانياتها المستقبلية فبعد وقت معين من الحياة تضاعف هذا النوع الأول الوحيد إلى نوعين انثويين أحدهما كان غضا مبكرا سريع التطور وتابع وكان الآخر غضا متاخرا بطيء التطور لكنه أعلى وعلى هذا النحو تكاثرت على سطح الأرض كلها التقسيمات مستقلة كليا بعضها عن بعض ولكنها كانت دائما في طور الوصول إلى الشكل الواحد وكانت تعطي كلها في وقت معين من تاريخها ثعالب وفي طور اخر بشرا هكذا إذا من كل الجبب وفي أقطار العالم الأربع ولد اناس من سلالة معينة سنجدهم في أي مكان أو اثر ظروف متعددة فهم لم يتقرضو
ولا تمثل هذه النظرية بانطلاقة اواليتها الدقيقة والنهائية المميزة وتجاهلها الكلي للبيئية سوى فائدة فولكلورية تميز حقبة معينة برفضها التسليم بالهجرات وتلك الفكرة التي تكونها الاستحالات بكثافة في كل مكان وفي ان واحد....

## ازمة تعدد الأعراق
رغم هذه المغالاة أصبح المذهب العرقي شعبيا خاصة نحو العام 1930 وبدا ان كل الناس سلمو به
وتدخل فالوا وبرهن سذاجة الحجج التي يرتكز عليها هذا المذهب فاظهر انه إذا كان علينا من أجل بعض التفاصيل قريب الزنوج من الغوريلا فانه بسبب بعض التفاصيل الأخرى تشبه الغوريلا أكثر فاكثر البيض وتشبه الصفر في راي اخرين يكفي تذكر هذه الميزة وفاقا للمشجرة التي نود رسمها ويبدو أن هذا ما قام به عن غير قصد كل من كلاتش واردت واتباع مذهب تعدد العناصر الاخرون
وإذا اخذنا بعين الاعتبار مجموع الميزات فان اقتراب أي سلالة بشرية من أي شبيه بالإنسان يصبح مستحيلا ومن وجهة أخرى تشكل السلالات البشرية كتلة يصعب فصمها «يكون تجانسها البنائي على الاقل قويا كتجانس أي نوع من اشباه الإنسان»
وقد استطاع فالوا الاستنتاج بوضوح دون أن يخشى من يناقضه قائلا: لا يوجد في الواقع أي برهان قيم على الإطلاق لصالح نظريات تعدد الأعراق وعلم التشريح المقارن من جهته حازم تماما فهو يؤكد في كل النقاط التمييز الكلاسيكي بين الناس واشباههم إلى فئتين حيوانيتين مختلفتين لا تتداخلان ويبدو أن يصدر احكاما مسبقة عما حدث لاشباه الإنسان يشير علم التشريح إلى أن الحل المنطقي الوحيد للجنس البشري هو ذلك الحل القائل بوحدانية العرق
وهكذا غاب مذهب تعدد الأعراق عن المسرح فالإنسان لا يتحدر إذا في أنحاء متعددة من العالم من عدة اجناس هي اسلاف الإنسان بل ان الكل يسلمون بتحدره من عرق واحد
لقد كتب بيفوتو يقول: يبدو تماما من أقوال علم الاحاثة العام ان كل حداثة كبرى خلال تاريخ الحياة هي من اصل وحداني العرق وعلى ضوء الوثائق التي بحوزتنا يمكننا القول ان الأمر كان كذلك بالنسبة للإنسان فعملية الانسنة لا يمكن أن يكون موقعها الا في نقطة واحدة من الفرع المنتمي إلى الإنسان ولعل التنوع البشري لم يتجل الا بعد انتهاء هذه العملية

## انصار الاصل الواحد ومعارضوه
في النقطة التي نحن فيها من أيضاح أفكارنا بقي علينا ان نذكر ما إذا كان الإنسان الذي نشا في هذا المهد هو إنسان أول ام ان هناك عدة اناس أول هل الاصل المعقول التصديق هو الاصل الوحداني ام الاصل المتعدد؟
في وقت يؤيد فيه معظم علماء الحياة الاصل الوحداني نرى كثيرا من علماء الاحاثة يؤيدون الاصل المتعدد وليس ثمة ما يدعو للشك بان الاصل المتحدر من الجماعة يمثل الكثير من المظاهر الاخاذة في راي العالم الاحاثي فاقل احفور يمثل في رايه جمهورا من الأفراد كانوا في السابق احياء ولا ينظر بعين الرضى إلى ما يمكن أن يكون جنسا ممثلا بفرد واحد فالعرق المتطور لا يمكن ملاحظته الا إذا كان قد اكتسب أهمية معينة أو سماكه معينه وعلى حد قول تيار دو شاردان: «في نظر العلم الذي لا يدرك عن بعد سوى الجماعات يعتبر الإنسان الأول مجموعة ولا يمكن ان يعتبر الا كذلك»
لكي يحتل أساس الفرد محله تحت الشمس يبدو الأمر هشا جدا ويحسن الافتراض بان الجماعة هي في بداية كل جنس فالتطور الدارويني لجماعة فصلتها الهجرة عن بقية النوع يبدو في نظرهم الافتراض الأكثر معقولية للتصديق
وتبدا الصعوبات حين يحاول المرء ان يفسر كيف يمكن أن يتم ذلك وإذا سلمنا ان الإنسان ظهر في زمن معروف نصل من ذلك إلى الافتراض بان سلسلة من الاستحالات قد تمت في أن واحد وعدلت بشكل واحد مجموعة الأشخاص الذين هم في أساس النوع الجديد وان تطابقا زمنيا كهذا ليس سهل القبول الا في نظرية روزا ويبقى الانحراف الوراثي الذي بتعداد استحالاته يظهر شيئا فشيا النوع الجديد والاعتراض الرئيس على هذه النظرية هو عدم فعاليتها حين يكون المقصود اقامة حاجز وراثي
ومع هذا حتى وان كانت الاستحالات عديدة يجب أن نصل من ذلك إلى القول بان كل استحاله تدفع الإنسانية خطوة إلى الامام وليس لكل هذه الخطى أهمية واحدة وبالطبع يعتبر الإنسان الأول صاحب خطوة حاسمة حتى ولو لم تكن تلك الخطوة كبيرة
وإذا سلمنا ان الاستحالات المتعددة الضرورية بمجموعها قد حدثت على أفراد مختلفين علينا ان نسلم كليا بان ثمة فردا اجتمعت فيه وللمرة الأولى كل تلك الاستحالات فكان ذلك الإنسان الأول
ولدينا انطباع بان بعض علماء الاحاثة يرفضون الدخول في هذه التفاصيل ولا يرتضون نوعا جديدا الا ذلك النوع الذي يمكن تمييزه من وجهة احاثية والذي تمثله جماعة متجانسة فهؤلاء سيكونون متعددي الاصل
ويقف علماء الحياة مواقف أكثر وضوحا فقوانين علمي الحياة والوراثة هي اليوم قوانين واحدة مثلها بالامس ولا يرى المرء جيدا على أي حجة يمكن الاستناد للتسليم بما كان ممكنا وهو اليوم ليس كذلك وعلماء الوراثة الذين لا يعرفون أكثر منا اين وفي أي مكان ظهر الإنسان الأول ليسوا من انصار الاصل المتعدد فهم يذكرون بان استحالة تناول جماعة من الأفراد معا هي من الوجهة الوراثية عبث ومحال
بين الاستحالات التي أدت إلى ظهور الإنسان واحدة فقط لها أهميتها هي تلك التي باقامتها بين النوع القديم والمستحال حاجزا وراثيا اتاحت للإنسان ان يظهر ويبقى ويتكاثر محتفظا باصالته وسط النوع الذي تفرع عنه ولقد برهنا كيف ان فرضية روفيه وكولومبيه أو فرضية لوجون تحل تلك الصعاب على نحو معقول
فلو ان هذا الحاجز الوراثي لم يظهر عن طريق ميغا- استحالة لكان بالطبع الافتراض بالذات اننا سنرى عرض فيلم للاحداث وتعيين الفرد الذي كان الإنسان الأول لكن وضوح القوانين الحياتية يمنع عنا امتيازا كهذا ولا يمكننا بالتالي ان نرى من أي جهة يمكن أن تاتي وحدانية الاصلية لنلتجئ منهكي القوى إلى المسئولية الجماعية

## ظهور العقل
كان مخ الممثلين الأول لنوعنا البشري يماثل مخنا حجما لكننا نتسائل ما إذا كانت التلافيف الدماغية في هذا العضو الذي استحال وكبر بالتطور نفسه الذي هو عليه اليوم والذين لا يصلون إلى سن الرشد هم قليلون جدا في يومنا هذا وحتى لو اتيحت لاسلافنا الأول إمكانية التعليم نفسها المتاحة لنا اليوم لكان من المرجح ان تكون نسبة الذين لم يصلو بينهم إلى هذا السن اقل ولكان الوصول إلى هذه السن بلا ريب في عمر أكبر
وكثيرون ممن يتناولون هذه المسائل يرددون قائلين بان الإنسان الذي كان دائما مماثلا لذاته لم تكن تطرح عنده مشكلة الوصول إلى سن الرشد بطريقة مغايرة إلى يومنا هذا وينسى كل هؤلاء بكل بساطة أهمية التربية والظاهرة التي تدل على أن الأطفال –الذئاب مثلا ليسو معاقين كليا من الناحية العقلية فحسب بل من الناحية الإنسانية والاخلاقية «المعنوية» أيضا لان المربي لم يكن ليتعهدهم ويجعلهم يرتقون العديد من الدرجات التي يجب أن يرتقيها طفل إنساني في وقت معين
ومن المدهش ان نلاحظ في ما يعود إلى اعضائنا ومخنا التشابك الواسع الذي يمتد بين ما يمكننا فعله وما نحقق بالواقع ومن الناحية العضلية يدهشنا في الواقع تاريخ الأرقام القياسية التي تتقدم باستمرار وتزداد معرفة المرء أكثر فاكثر باستخدام يديه ورجليه وقليلون جدا هم الذين يصلون إلى اخر حدود إمكانياتهم في أي حقل من الحقول
فهذه القدرات الكامنة غير المستحدثة هي أكبر أيضا في المجال العقلي ويعلم الاخصائيون ان مجموعة ارتباطات أو قل مناطق بكاملها في مخنا لم تستثمر فيزيولوجيا بعد ويقع على عاتق التعليم القيام بخطوات كثيرة إلى الامام وندرك كل يوم أكثر فاكثر اننا بعيدون وبعيدون جدا عن الوصول إلى التفتح الكلي لكامل قدراتنا
ومن البداهة بمكان ان كل درجة ذكاء تفترض تعقيدا معينا في الجهاز العصبي في المخ وان هذه الدرجة لا يمكن الوصول إليها دون ذلك ولكن من البديهي أيضا ان ارفع درجة يمكن أن نبلغها بما هو في حوزتنا لن تكون ابدا هي ذاتها فعليا بل نبقى بعيدين كثيرا عنها والتربية تكشف دائما ان ذاكرتنا وذكائنا يمكن أن يستخدما بطريقة أكثر عقلانية وندرك ان معلمينا كانوا يجهلون أمورا تبدو لنا اليوم أساسية ولعله كان بإمكان أبناء القرن الماضي القيام بانجازات أكثر بكثير مما فعلو: فالعديد من الفلاحين الذين لم يتعلموا حتى القراءة كان لديهم الذكاء المطلوب للارتفاع إلى مستوى العلماء الكبار في وقت حصروا اهتمامهم باعمال مادية تقوم بها اليوم الاتنا الزراعية 
ويبدو أن احدا لم يعبر عن هذه الخيبة المريرة على نحو أفضل من سانت- اكزوبري في الصفحة الشهيرة التي ينهي بها كتابه «ارض البشر»: 
"لبضع سنوات خلت وأثناء رحلة طويلة بالقطار اردت زيارة العربات التي كنت معتصما فيها طيلة ثلاثة أيام... وكانت عربات الدرجة الثالثة تقل مئات من العمال البولونيين المسرحين من فرنسا القافلين في طريق العودة إلى بلدهم بولونيا... لقد كانوا شعبا بامه وابيه غارقا في حماة اوهامه عائدا إلى حياته البائسة ولم تكن اجفانهم قد انطبقت بعد على نوم هانئ عميق
"جلست حيال زوجين وكان بين الرجل والمراة طفل وجد بشق النفس مكانا له ونام ولدى تقلبه في نومه بان لي وجهة على على ضوء المصباح الخافت يا للوجه البديع لقد تولدت من تينك الزوجين ثمرة ذهبية لقد تولدت من بين تلك المجموعات الخرقاء تشكيلة في غاية الفتنة والروعة انحنيت على تلك الجبهة الندية على تلك الشفتين المبرطمتين وقلت في نفسي: هذا وجه لموسيقى هذا موزار طفلا هذا وعد كريم بالحياة لم يكن امراء الاساطير ليختلفوا عنه بشيء ماذا عساه يغدو لو قيض له ان يحتضن ويحاط بالرعاية والثقافة حين تنشا عن استحالة معينة وردة جديدة في البساتين نرى البساتنة طرا يرتعشون يعزلون الوردة يتعهدونها ويعززونها ولكن ما من بستاني يرعى امور الناس موزار الطفل سيوسم كالاخرين بمسيم الآلة موزار هذا سيقضي عليه
ورحت اردد وانا عائد في طريقي إلى مقطورتي: ليست المحبة هنا هي التي تقض مضجعي انما اراء البستاني لكانما في كل واحد من هؤلاء الرجال يغتال موزار"
ثمة فرضية معكرة قد تكون معكرة قد تكون فرضية طفل صغير من عهد الكرومانيون يؤتى به إلى عالمنا المعاصر وتجعل تربية هذا الطفل كسواه متكيفا مع حياتنا ومع جامعاتنا: فهل نكون على حق ان نحن فكرنا بانه سيكون غريبا غير قابل للتكيف أدنى منا حتى في الدروس? ويخيل للمرء ان تربية الطفل في الحضارة القبلية أيام زمان كانت مختصرة جدا وانه بقي بعيدا جدا عن تفتحه الذهني كاقل فلاح متعلم من فلاحينا في القرن الماضي ما القول بعد ذلك عن أولئك الذين سبقونا منذ حوالي مئتي الف سنة
نقول ان استحالة حدثت جعلت هؤلاء غير منفصلي العرى مبدئيا عن الإنسان المفكر المستقبلي الذين كانوا ممثليه الأول لقد حضي هؤلاء إذا وراثيا وفزيولوجيا بكل ما ينبغي للوصول إلى سن الرشد فهل وصلوا إليه? في غياب اجتراح المعجزات يبدو هذا الاحتمال مستحيلا
ان الإنسان الأول الحقيقي مر باوقات حرجة لم يتسن له وقت ليفكر أو ليثقف نفسه يقول مثل قديم من القرون الوسطى: الإنسان يعيش أولا ثم يتفلسف فلقد عاش الإنسان الأول واستمر خلفاؤهم اجتازوا ك لمخاطر البدايات ومن بينها عدم فهم الكائنات الشديدة الاختلاف التي سرعان ما انعزلوا عنها وبطان ما ازدهرت القبيلة الصغيرة حتى احتلت مكانها تحت الشمس وقدر لإمكانياتها الجديدة ان تنفتح شيئا فشيئا
ويتسائل المرء هنا كيف يتم الانتقال إلى سن الرشد: هل تم ذلك بتقدم بطئ بعيد إلى الأذهان الانحراف الوراثي ام بحدث فجائي? نحن نميل إلى الفرضية الثانية هناك نضج ثقافي بطئ قد تم وتقدم الوسط كله إلى أن أصبح الحدس ممكنا ويمكننا تصور ذلك بسذاجة أو بطريقة رومنسية
خلال سهرات الشتاء الطويلة بعد العشاء أو أثناء طهي الطعام من الوساوس المادية المنسية لبعض الوقت من الأحاديث التي كان يتبادلها الناس في الهدوء المشرق المظلم لمدخل المغارة ومن ثم الأكثر ذكاء الذي كان يعلم الاخرين هبط على فئة من الناس ذات مساء هذا الحدس الذي اعطي لسلالتهم بصورة حاسمة الحق باسم الإنسان المفكر 
ذلك اليوم الحاسم الذي شهد في عالمنا انطلاق الشرارة الأولى للفكر الحقيقي يقع بلا ريب بعد زوال الكائن الذي وجب تسميته بيولوجيا الإنسان الأول
هكذا إذا في الانتقال البطئ من الإنسان إلى الحيوان البارز المتردد والضبابي تستوقفنا ثلاث نقاط حساسة: النقطة الأولى هي اللحظة التي ظهر فيها الإنسان الماهر بين الاوسترالوبيتيكين الذين كتبت له الحياة بينهم النقطة الثانية شهدت ظهور الإنسان الأول الذي كان حجم جمجمته يعادل حجم جمجمتنا والذي شهد بانحراف وراثي ربما شتى السلالات القديمة والحديثة للإنسان العاقل والنقطة الثالثة وهي ليست من نوع تشريحي بل ثقافي ولا يزال صعبا الكشف عن اثارها المعاصرة وبعد تحضير طويل وبطئ استطاع أن يتم البروز الاعظم والاصفى والذي كان سيتجلى فبه العالم والعقل وبفضل هذه التفاصيل في البنية والسلوك يمكننا معرفة الزمن الذي تهيات فيه وثم تم فيه البروز هذا الفجر الذي كان سينير العالم ويعطيه معنى